# Premio Ada Byron
El Premio Ada Byron a la Mujer Tecnóloga es un galardón de la Universidad de Deusto que se concede anualmente a mujeres tecnólogas para visibilizar su excelente trayectoria . Se buscan aquellas que tienen su referencia en las mujeres científicas y tecnólogas que llevan siglos aportando en distintas disciplinas científicas, como la que da nombre a este premio, Ada Byron. 

## Objetivos
El premio tiene como objetivos:
- Dar visibilidad a las mujeres dentro del mundo de la tecnología reconociendo su importante labor, insuficientemente conocida en el conjunto de la sociedad.
- Enriquecer la sociedad con eventos de difusión tecnológica, aportando modelos de mujeres para las nuevas generaciones.
- Fomentar vocaciones tecnológicas acercando el trabajo tecnológico a las y los adolescentes, resaltando los aspectos positivos, especialmente en las vocaciones femeninas.
- Visibilizar socialmente la importancia de la tecnología para el crecimiento económico y como valor de futuro para la sociedad.
- Ser un aporte para la concreción del Objetivo de Desarrollo Sostenible n.º 5 de la Agenda Global 2030: "Lograr la igualdad entre los géneros y empoderar a todas las mujeres y las niñas".

## Comité Científico-Tecnológico
Con el fin de velar por la buena gestión y administración del premio se conformará un Comité Organizador con la participación de las partes. El Comité está integrado por:
Andoni Eguil iruz Morán - Universidad de Deusto.
Cristina Giménez Elorriaga - Universidad de Deusto.
María Cora Urdaneta Ponte - Universidad de Deusto.

## Jurado
El jurado del Premio Ada Byron 2023, está integrado por:
Presidente del jurado:
- Asier Perallos  - Decano de Ingeniería de la Universidad de Deusto

Lo acompañan: 
- Estíbaliz Hernáez - Viceconsejera de Tecnología, Innovación y Competitividad de Gobierno Vasco
- Guillermo Dorronsoro- Management Board Advisor en ZABALA Innovation Consulting
- Idoia Maguregui Villalain - Consejera Asesora CIOnet
- Miren Elgarresta - Directora de Emakunde-Instituto Vasco de la Mujer
- Lorena Fernández - Directora de Comunicación Digital de la Universidad de Deusto
- Manuel Salaverria - Presidente de Innobasque
- Nerea Aranguren - Directora de Innovación de Danobatgroup y Gerente Ideko
- Regina Llopis - Presidenta de Grupo AIA
- Teresa Laespada Martínez - Diputada de Empleo, Inclusión e Igualdad en la Diputación Foral de Bizkaia
- Sara Gómez Martín - Directora del Proyecto Mujer e Ingeniería - Real Academia de Ingeniería

## Historia
El Premio Ada Byron a la Mujer Tecnóloga se creó en octubre de 2013 en la Universidad de Deusto.
El 11 de abril de 2014 se realizó la entrega de la I edición del premio Ada Byron  en la sesión "Mujer y Tecnología", previsto en Forotech 2014, que de celebró dentro del a Semana Deusto de la Ingeniería y la Tecnología.
El 10 de enero se presentó el premio Ada Byron 2017. El 16 de mayo se entrega el premio Ada Byron 2019.
En 2019 dio el salto a México y en 2020 llega a Argentina de la mano de la Universidad Católica de Córdoba y la Universidad Tecnológica Nacional. Con esta segunda edición americana del Premio Ada Byron, se consolida la apuesta por la internacionalización de un premio que, a medio plazo, se quiere ampliar a otros países de Europa y Latinoamérica, y a largo plazo, pretende otorgar un premio a nivel internacional.
En el año 2021 llega a Uruguay con el apoyo de la Universidad Católica del Uruguay y a Colombia de la mano de la Pontificia Universidad Javeriana en sus sedes e Bogotá y Cali, ambas universidades regidas por la Compañía de Jesús.
Continuando con la internacionalización del premio, en el 2022, el premio se lleva a Chile, con el apoyo de la Universidad Andrés Bello (UNAB). 
En el año 2023, el Premio Ada Byron de la Universidad de Deusto celebró su X edición, marcando un hito significativo en su trayectoria. Para conmemorar este acontecimiento, se realizó el video 10º aniversario del Premio Ada Byron  que contó con la participación de las ganadoras de todas las ediciones. El video no solo sirvió como un homenaje a la excelencia y dedicación de las premiadas, sino también como un testimonio del impacto que el premio ha tenido en el reconocimiento del trabajo de las mujeres tecnólogas y en el fomento de vocaciones femeninas en el campo de la investigación y el desarrollo tecnológico. 
En el año 2024, el Premio Ada Byron celebra su XI edición. Este año con 178 candidatas, doce más que la edición anterior, ha sido la edición con más candidaturas y han destacado las jóvenes promesas. La categoría senior ha recaído en la madrileña Patricia Horcajada Cortés, experta en el diseño de nuevos materiales multifuncionales para su aplicación en energía, salud y medioambiente. Por su parte, la categoría menor de 35 años ha sido para la burgalesa Alba González Álvarez, pionera en desarrollar implantes personalizados en 3D. 

## Galardonadas
| Edición | Año  | Premio Ada Byron                 | Premio Ada Byron Joven   | Accésit                |
| ------- | ---- | -------------------------------- | ------------------------ | ---------------------- |
| I       | 2014 | Montserrat Meya Llopart          | -                        | Andrea Blanco          |
| II      | 2015 | Asunción Gómez Pérez             | -                        | Begoña García-Zapirain |
| III     | 2016 | Nuria Oliver                     | -                        | -                      |
| IV      | 2017 | Regina Llopis Rivas              | -                        | -                      |
| V       | 2018 | María Ángeles Martín Prats       | -                        | -                      |
| VI      | 2019 | Concepción Alicia Monje Micharet | Ana Freire               | -                      |
| VII     | 2020 | Laura María Lechuga Gómez        | Susana Ladra González    | -                      |
| VIII    | 2021 | Elena García Armada              | Jordina Torrents         | -                      |
| IX      | 2022 | Lourdes Verdes-Montenegro        | Julia Guiomar Niso Galán |                        |
| X       | 2023 | María José Escalona Cuaresma     | Sara García Alonso       | -                      |
| XI      | 2024 | Patricia Horcajada Cortés        | Alba González Álvarez    | -                      |

## Internacionalización
Dentro de la estrategia de internacionalización y de visibilizar y fomentar la presencia y las aportaciones de las mujeres tecnólogas en diversas disciplinas científicas en el pasado, el presente y en el futuro de la tecnología y la innovación, se está promoviendo la instauración del premio en países de Latinoamérica. Asimismo, en un futuro próximo está también previsto ampliar la internacionalización del premio en Europa.
En 2019 se abrió el capítulo México organizado por las universidades Jesuitas Ibero México e Ibero Puebla y en 2020 llega a Argentina de la mano de la Universidad Católica de Córdoba y la Universidad Tecnológica Nacional.
Premio Ada Byron a la Mujer Tecnóloga - Capítulo México
En miras a la internacionalización del Premio, se tiene la primera edición fuera de España en el año 2019 en México, organizada por dos universidades del Sistema Universitario Jesuita: Ibero México e Ibero Puebla. 
En esta primera edición, el premio para mujeres científicas y tecnólogas mexicanas consigue 166 postulaciones de 23 estados de la República y de 6 países del extranjero.
María Alicia de los Ángeles Guzmán Puente es elegida la ganadora del Premio en México. Sobresalió por la aplicación social de sus investigaciones, con sensibilidad hacia los problemas de las comunidades locales y la solidaridad al buscar soluciones entre los entornos desfavorecidos.
Destaca como una de las iniciativas en el marco del Premio la Beca Vanguardia Tecnológica Ada Byron, en el que se otorgaron ocho becas para estudiar ingenierías en la Ibero Puebla.
El  10 de noviembre de 2021, se lanza la segunda edición del Premio Ada Byron, Capítulo México, resultando ganadora la ingeniera sinaloense Carolina Leyva Inzunza, quien ha desarrollado trabajos relacionados con la contaminación, explotación y gestión del agua. Ingeniera química del Instituto Tecnológico de Sonora; maestría en Ciencias y el doctorado en Ciencias de la Ingeniería Química del Instituto Mexicano del Petróleo.
Premio Ada Byron a la Mujer Tecnóloga - Capítulo Argentina
La Facultad de Ingeniería de la Universidad de Deusto ha presentado en junio de 2020 la primera edición argentina del premio Ada Byron, que busca visibilizar el trabajo de la mujer en el campo científico y tecnológico y fomentar las vocaciones femeninas en el ámbito de I+D. Al cumplir el séptimo galardón estatal, la Universidad de Deusto ha querido impulsar la internacionalización de este prestigioso premio, patrocinado por Microsoft.
En esta primera edición, el jurado la ha escogido entre 11 finalistas de las 78 postulantes al premio Ada Byron a Silvia Nair Goyanes como la ganadora, doctora en Ciencias Físicas, donde centra su trabajo en la física de materiales, referidos a Nanoestructuras, compuestos Biodegradables, compuestos Polímeros y Nanocomposites Poliméricos. Junto a su equipo de trabajo está dedicada a producir materiales o productos útiles de aplicación industrial que puedan resolver algún problema concreto de la población.
El 25 de noviembre de 2021 se realizó la entrega de la segunda edición del Premio Ada Byron Argentina, resultando ganadora Noemí Zaritzky,  primera mujer incorporada como Miembro Titular de la Academia de Ingeniería de la Provincia de Buenos Aires, y la primera mujer que ingresó como Miembro Titular de la Academia Nacional de Ingeniería en Argentina.
Premio Ada Byron a la Mujer Tecnóloga - Capítulo Uruguay
Continuando con la pauta de internacionalización del premio,  la Facultad de Ingeniería de la Universidad de Deusto, en colaboración con la Universidad Católica del Uruguay (UCU), realizó el pasado 7 de julio el lanzamiento del Premio Ada Byron a la Mujer Tecnóloga Uruguay 2021, en el que participó el rector José María Guibert. El evento, que se realizó en formato virtual, se pudo seguir a través del canal de YouTube de la UCU y está disponible en línea para su visualización.
A la primera edición del Premio Ada Byron en Uruguay el jurado ha escogido de manera unánime, entre las 9 finalistas de las  29 candidatas que se presentaron, a Fiorella Haim como la primera ganadora del Premio Ada Byron. Haim es ingeniera electricista por la Universidad de la República (UdelaR) y Master of Science por la Universidad de Maryland (Estados Unidos). Actualmente es gerenta general de Plan Ceibal, donde se desempeña desde el año 2007. Asimismo, es profesora adjunta en el Instituto de Ingeniería Eléctrica de la Facultad de Ingeniería de la UdelaR de donde es docente desde el año 2001.
Premio Ada Byron a la Mujer Tecnóloga - Capítulo Colombia
La Facultad de Ingeniería de la Universidad de Deusto amplia la internacionalización del premio incorporando en el 2021 a Colombia, gracias a la colaboración de la Universidad Pontifica Javeriana de Bogotá y de Cali. Esta Universidad fue fundada y es regentada por la Compañía de Jesús. El lanzamiento del premio se realizó en formato virtual el 15 de julio de 2021. El evento está disponible para su visualización en su canal de YouTube. 
La ceremonia de premiación que se llevó a cabo el 11 de noviembre en el campus de Bogotá y en donde la doctora Mónica Echeverri Rendón recibió el primer Premio Ada Byron a la Mujer en Tecnología en Colombia 2021.
Premio Ada Byron a la Mujer Tecnóloga - Capítulo Chile
La Universidad de Deusto, continuando con el impulso de internacionalización del premio ha incorporado en el 2022 a Chile, de la mano de la Universidad Andrés Bello (UNAB). El lanzamiento de esta iniciativa se realizó el 9 de septiembre en el teatro de Campus Antonio Varas de UNAB, en donde participaron el rector de la Universidad Andrés Bello, señor Julio Castro; el vicerrector de Relaciones Internacionales y Transformación Digital de la Universidad de Deusto, Dr. Alex Rayón; la vicerrectora de Investigación y Doctorado de UNAB, Carolina Torrealba; y la presidenta del Comité de Igualdad de Género de la Facultad de Ingeniería UNAB, Lilian San Martín.
En el evento, los discursos dieron cuenta de la magnitud de la brecha de género que existe en el mundo tecnológico y científico, este está disponible para su visualización en su canal de YouTube
El 12 de enero, en un solemne acto, se otorga el premio Ada Byron a Barbarita Lara Martínez. Barbarita es ingeniera de ejecución en Informática es cofundadora y CEO de EMERCOM, y creadora del proyecto S!E, sistema que permite enviar mensajes de emergencias a la población afectada por un desastre natural, incluso cuando no hay internet.